# مدينة غوثام
غوثام سيتي (بالإنجليزية: gotham city)‏ هي مدينة خيالية أمريكية تظهر في كتاب الكومك والذي ينشر عبر دي سي كومكس، وهي إحدى أكثر المدن الشهيرة وهي المدينة التي ولد بها باتمان وروبن (الشخصية المصورة) وهي المدينة الوحيدة التي ظهرت في أفلام باتمان وكرتونات باتمان وإحدى المدن الكبيرة في نيويورك والتي ظهرت كثيرا في أفلام باتمان الشهيرة.

## أعلام
- باتمان
- المرأة القطة
- المرأة الوطواط
- القناع الأسود
- تيم دريك